# Новочеркасский клад

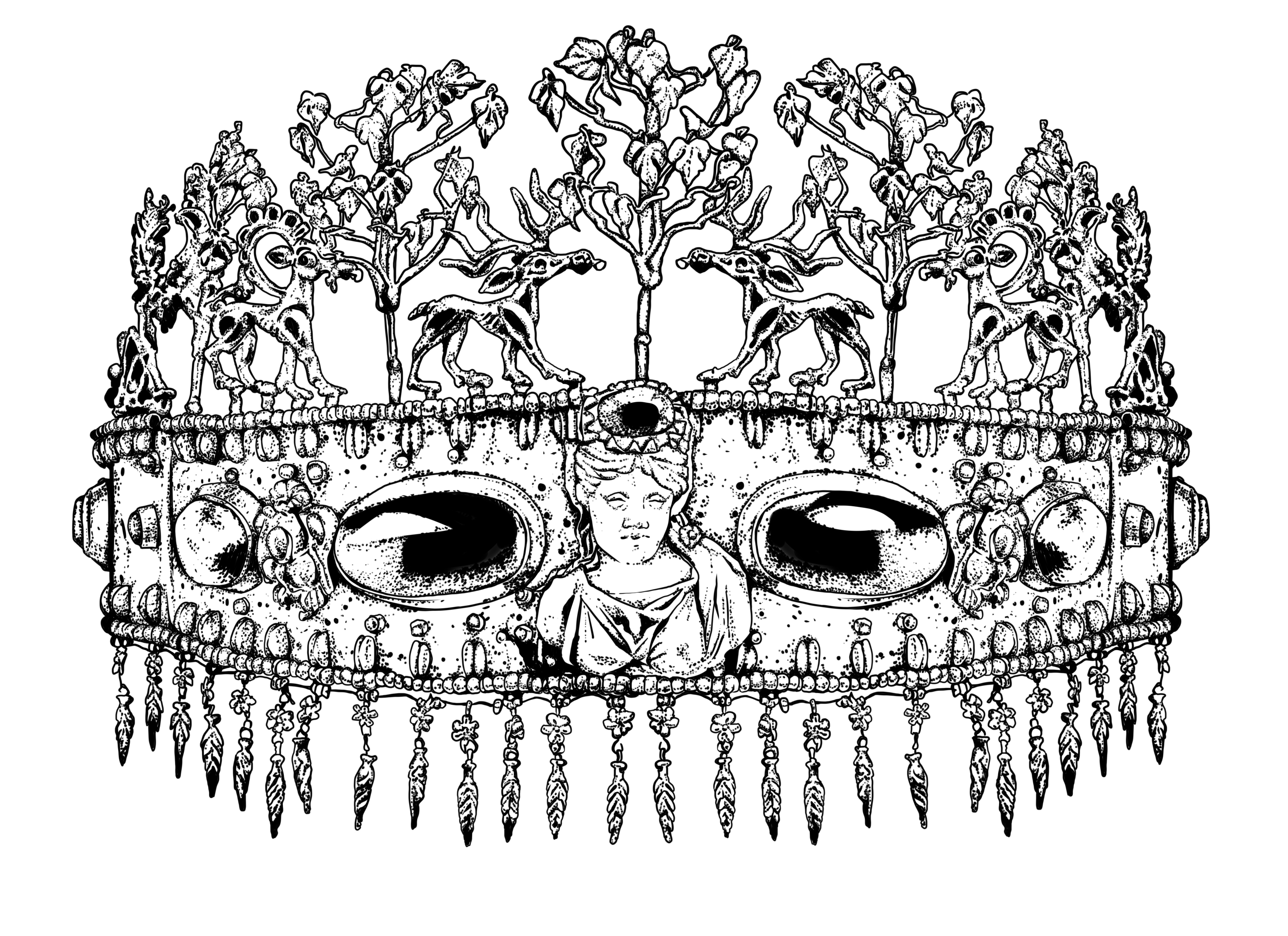
Диадема сарматской царицы

Новочеркасский клад — сарматский клад золотых, серебряных и бронзовых изделий и украшений, обнаруженный в кургане Хохлач в Новочеркасске в 1864 году. Хронологически относится к I—II векам нашей эры. Хранится в Эрмитаже.

## История обнаружения
Сокровища были обнаружены в 1864 году в городе Новочеркасск, столице Донского казачества, когда при строительстве водопровода рабочими был раскопан курган, известный местным под названием Хохлач. Находки в кургане Хохлач представляют собой богатое захоронение знатной сарматской женщины — вероятно, царицы или жрицы — и являются одним из самых выдающихся археологических памятников этой культуры.
Из архивных записей руководителя земельными работами инженера Р.И. Авилова, а также из отчёта исследовавшего курган барона В.Г. Тизенгаузена известно, что курган Хохлач имел круглую земляную насыпь диаметром 42,6 м. Сама могильная яма была полностью разграблена, уцелевшие предметы клада были размещены в насыпи вокруг могилы четырьмя группами. Такое расположение указывает на тайники, однако в отличие от других известных захоронений, предметы не были уложены в специальные ниши в стенках могилы, а просто уложены на выкиде и в глине выкида.
Первое описание памятника и найденных в нём предметов опубликовал летом 1864 года участвовавший в раскопках харьковский профессор геологии Н.Д. Борисяк.
Археолог Л.С. Клейн указывает на то, что при первоначальных раскопках не были исследованы западный и северный отвалы выкида, а значит, многие предметы могли остаться не найденными.
Датировки, данные в XIX веке, первоначально были довольно размыты; археологами Н.П. Кондаковым и И.И. Толстым высказывалось мнение, что изделия созданы в период между III веком до н.э. и IV веком нашей эры. В настоящее время датировки сузились до примерно одного века: вторая половина I века н.э. — первая половина II века н.э.
Находки относятся к периоду расцвета сарматской культуры. В это время сарматы владели огромной территорией в степях от Волги до Дуная, о чём свидетельствуют расположенные здесь многочисленные курганные захоронения. К этому же времени относится и распространение золотых изделий так называемого сарматского звериного стиля.

## Состав клада
Клад представлен, главным образом, разнообразными украшениями и предметами утвари, среди них: гривны, браслеты, флаконы для хранения ароматических веществ, золотые сосуды и бляшки, серебряная и бронзовая посуда (канфар-скифос, амфоры, аск, ритуальные сосуды, чаша и несколько кувшинов), серебряные обкладки трона и прочие предметы. Для большинства изделий характерны наиболее типичные черты сарматского декоративно-прикладного искусства: звериный стиль, полихромные вставки из драгоценных и полудрагоценных камней и стекла.
Главной и уникальной драгоценностью кургана Хохлач является т.н. «диадема сарматской царицы». Золотая диадема состоит из трех соединённых шарнирными устройствами частей и украшена крупными вставками из граната и стекла в золотых гнездах. Между гнёздами на центральной части помещены две фигуры хищных птиц, украшенные бирюзой и кораллами. В центре помещена резная античная камея из аметистового кварца, изображающая бюст женщины, вероятно, греко-римской богини; она является более древней по отношению к самой диадеме. Камея «облачена» в золотой хитон и увенчана золотой диадемой со вставкой. Верх диадемы украшают золотые фигурки деревьев, птиц и животных; низ — амфоровидные подвески с розетками.